# Gouvernement Mas I
Généralité de Catalogne
Montilla Mas II
Le gouvernement Mas I (en catalan : Govern Mas (1)) est le gouvernement de la généralité de Catalogne entre le 29 décembre 2010 et le 27 décembre 2012, sous la IXe législature du Parlement.
Il est dirigé par le libéral Artur Mas, vainqueur à la majorité relative des élections parlementaires. Il succède au gouvernement du socialiste José Montilla et cède le pouvoir au gouvernement Mas II après que CiU a confirmé sa majorité relative aux élections parlementaires de 2012.

## Historique
Ce gouvernement est dirigé par le nouveau président de la Généralité libéral Artur Mas, anciennement conseiller en chef. Il est constitué par Convergence et Union (CiU), fédération de la Convergence démocratique de Catalogne (CDC) et de l'Union démocratique de Catalogne (UDC). Seule, elle dispose de 62 députés sur 135, soit 45,9 % des sièges du Parlement.
Il est constitué après les élections parlementaires du 28 novembre 2010.
Il succède donc au gouvernement du socialiste José Montilla, constitué et soutenu par une coalition de gauche entre le Parti des socialistes de Catalogne-Citoyens pour le changement (ca) (PSC-CpC), la Gauche républicaine de Catalogne (ERC) et l'Initiative pour la Catalogne Verts - Gauche unie et alternative (ICV-EUiA).

### Formation
Au cours du scrutin parlementaire, Convergence et Union remporte une nette victoire avec 62 députés, soit six de moins que la majorité pour gouverner seule mais 12 de plus que l'entente tripartite alors au pouvoir. Le 16 décembre, la députée de CiU Núria de Gispert est élue présidente du Parlement par 77 voix provenant de son propre groupe, du Parti socialiste, du Parti populaire et de Ciutadans.
Après s'être entretenue avec les représentants des différents partis, la nouvelle présidente de l'assemblée propose formellement le lendemain la candidature du chef de file électoral de CiU Artur Mas à l'investiture parlementaire. Lors du vote du 21 décembre, le candidat à la présidence du gouvernement catalan est toutefois repoussé par les députés, puisqu'il n'obtient que 62 voix favorables face à 73 oppositions.
Le lendemain, Convergence et Union et le Parti socialiste parviennent à conclure un accord d'investiture qui prévoit l'abstention des députés du PSC en échange d'un certain nombre d'engagements de la part de CiU, qui a par ailleurs échoué à convaincre le Parti populaire ou la Gauche républicaine de lui apporter leur soutien. À l'occasion du second tour de scrutin le 23 décembre, Artur Mas est effectivement élu président de la généralité de Catalogne par 62 voix pour, 45 contre et 28 abstentions. Il est assermenté quatre jours plus tard au palais de la Généralité.
Au mois de juillet 2011 puis en février 2012 cependant, c'est grâce à l'abstention des députés du Parti populaire que le gouvernement peut faire approuver ses projets de loi de finances pour l'année civile en cours.

### Succession
Lors de la fête nationale (Diada) du 11 septembre 2012, entre six cent mille et deux millions de personnes défilent dans les rues de Barcelone sous le thème « La Catalogne, un nouvel État en Europe » (Catalunya, nou estat d'Europa), marquant une mobilisation historique en faveur des thèses indépendantistes. Bien qu'Artur Mas n'y participe pas, sont notamment présents la vice-présidente du gouvernement catalan Joana Ortega (ca) et plus de la moitié des conseillers. Neuf jours plus tard, le président de la Généralité est reçu au palais de la Moncloa par le président du gouvernement espagnol Mariano Rajoy, qui oppose une fin de non-recevoir à sa proposition de « pacte fiscal », à savoir un système de financement du budget autonome proche de celui du Pays basque.
À l'occasion d'un discours de politique générale qu'il prononce le 25 septembre devant les députés, Artur Mas annonce la dissolution du Parlement et la convocation d'élections parlementaires anticipées le 25 novembre suivant. Il explique que le succès de la Diada et le refus de négociation de la part du gouvernement de l'État constituent « des moments exceptionnels » qui nécessitent « des décisions exceptionnelles ». Le scrutin n'est pas le succès escompté, puisque Convergence et Union perd 12 députés et obtient son plus faible pourcentage de soutien, tout en restant la première force politique au Parlement avec 50 sièges sur 135.
Ayant signé le 19 décembre un accord de gouvernance avec la Gauche républicaine de Catalogne (ERC) d'Oriol Junqueras, deuxième force parlementaire et seule à partager son programme indépendantiste et à lui permettre de disposer d'une majorité absolue, le président sortant de la Généralité est réélu pour un second mandat par les députés deux jours plus tard par 71 voix favorables contre 68, soit trois de plus que la majorité absolue requise au premier tour. Il présente six jours plus tard son second gouvernement.

## Composition
| Fonction                                                                                        | Titulaire | Titulaire                            | Parti |
| ----------------------------------------------------------------------------------------------- | --------- | ------------------------------------ | ----- |
| Président de la Généralité                                                                      |           | Artur Mas i Gavarró                  | CDC   |
| Vice-présidente du gouvernement Conseillère à la Gouvernance et aux Relations institutionnelles |           | Joana Ortega i Alemany (ca)          | UDC   |
| Conseiller à l'Économie et à la Connaissance                                                    |           | Andreu Mas-Colell                    | CDC   |
| Conseillère à l'Enseignement                                                                    |           | Irene Rigau i Oliver (ca)            | CDC   |
| Conseiller à la Santé                                                                           |           | Boi Ruiz i Garcia (ca)               | Sans  |
| Conseiller à l'Intérieur                                                                        |           | Felip Puig i Godes (ca)              | CDC   |
| Conseiller au Territoire et à la Durabilité                                                     |           | Lluís Miquel Recoder i Miralles (ca) | CDC   |
| Conseiller à la Culture                                                                         |           | Ferran Mascarell i Canalda (ca)      | Sans  |
| Conseiller à l'Agriculture, à l'Élevage, à la Pêche, à l'Alimentation et au Milieu naturel      |           | Josep Maria Pelegrí i Aixut (ca)     | UDC   |
| Conseiller au Bien-être social et à la Famille                                                  |           | Josep Lluís Cleries i Gonzàlez       | CDC   |
| Conseiller aux Entreprises et à l'Emploi                                                        |           | Francesc Xavier Mena i López (ca)    | Sans  |
| Conseillère à la Justice                                                                        |           | Pilar Fernández i Bozal (ca)         | Sans  |